# Allopodagrion
Allopodagrion is een geslacht van libellen (Odonata) uit de familie van de Megapodagrionidae (Vlakvleugeljuffers).

## Soorten
Allopodagrion omvat 3 soorten:
- Allopodagrion brachyurum De Marmels, 2001
- Allopodagrion contortum (Hagen in Selys, 1862)
- Allopodagrion erinys (Ris, 1913)